# IC 196
IC 196 је спирална галаксија у сазвјежђу Ован која се налази на листи објеката дубоког неба у Индекс каталогу.
Деклинација објекта је + 14° 44' 21" а ректасцензија 2h 3m 49,7s. Привидна величина (магнитуда) објекта IC 196 износи 13,0 а фотографска магнитуда 13,8. IC 196 је још познат и под ознакама UGC 1556, MCG 2-6-18, CGCG 438-20, KCPG 53B, ARP 290, VV 309, PGC 7856.